# 아나 블란디아나

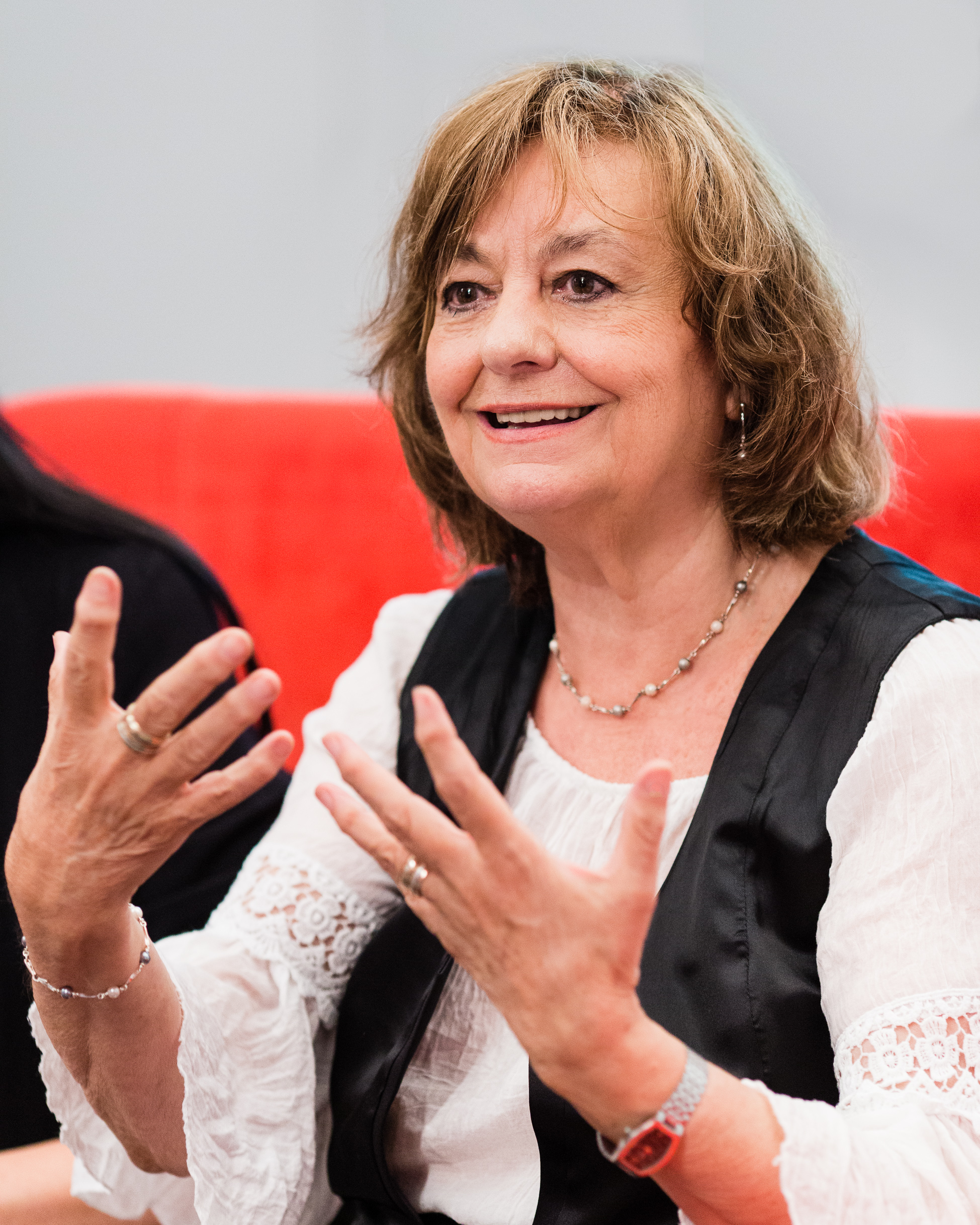
아나 블란디아나

아나 블란디아나(Ana Blandiana, 필명: Otilia Valeria Coman, 1942년 3월 25일 ~ )는 루마니아의 시인, 수필가, 정치인이다. 주도적인 루마니아 저자들 가운데 한 명으로 간주된다.

## 생애
루마니아를 대표하는 여성 작가로 그녀의 아름다운 외모에서 비쳐지는 여인의 이미지를 뛰어넘어 42년 사회주의 정권에 대항하는 지식인의 상징이기도 하다. 등단 이후 주로 시작에 전념했으며 작품은 전체적으로 ‘순수함’, ‘투명함’ 등으로 표현되는 미학적인 완전성의 극치를 보여주었다.
1942년 티미쇼아라(Timişoara)에서 태어나고 학창 시절 학생 잡지에 시를 발표하면서 창작활동을 시작한다. 그의 아버지는 고등학교 교사이자 루마니아 정교 신부였는데, 1947년에 파리 평화협정으로 루마니아의 바사라비아 지방과 부코비나 지방의 북부 지역을 소비에트 정부에게 양도하게 되자 이를 규탄하면서 정부에 대항했다. 그 후 정치범으로 감옥에 투옥되었다 나온 후 의문의 사고로 죽었다. 1959년 오틸리아 발레리아 코만(Otilia Valeria Coman)이라는 본명을 숨기고, 어머니 고향 마을의 명칭을 따 ‘아나 블란디아나’라는 필명으로 문단에 데뷔했다. 정치범의 딸이라는 이유로 정부는 그녀를 “인민의 적의 딸”이라고 지칭하며 전국의 문학지를 대상으로 그녀의 시 게재를 금지했다. 게다가 상급 학교 진학 자격까지 박탈했다.
그 후 1966년에 발표한 시는 “혁명을 일으키는 외침”이라는 이유로 출판을 저지당하고, 1977년 발표한 환상소설 ＜사계절＞과 1982년에 발표한 ＜과거 설계＞는 “반사회주의적인 경향”이라고 검열에 걸린다. 위의 작품들은 1988년 독일의 알프레트 퇴퍼 재단(Alfred Töpfer Foundation)이 중남부 유럽의 문화 발전에 공헌한 자에게 수여하는 헤르더(Herder)상을 수상하고 나서 세상에 다시 나오게 되었다. 그리고 폴란드, 독일, 이탈리아, 영국, 에스토니아, 스웨덴, 노르웨이, 헝가리, 프랑스, 네덜란드, 세르비아, 마케도니아, 슬로베니아, 중국에서 번역돼 출판되기도 했다. 1992년 장편소설 ＜박수를 담아놓은 서랍＞과 1995년 단편소설 ＜악몽을 흉내 내다＞ 등을 발표하며 작가로서의 역량을 계속해서 보여주었다.
1990년대 이후 아나 블란디아나는 사회운동가로서 국민을 대변하는 입장에서 사회주의 정권 교체와 과거 청산의 의지를 보여주었다. 1990년 9월에 루마니아 시민연대를 창설하고, 1993년 유럽 평의회에 루마니아 사회주의 정권의 희생자와 그 저항을 기리기 위하여 시게트에 기념관을 세우는 프로젝트를 제안한다. 시게트는 우크라이나와 국경이 맞닿은 작은 마을로 1950년대부터 정치범을 수용했고, 여기에는 이울리우 마니우, 게오르게 브러티아누 같은 작가들을 비롯하여 사회주의 정권에 반대하다 죽음을 당한 수많은 신부와 학자, 그리고 정치인들이 잠든 공동묘지가 있다. 이곳에 아나 블란디아나는 기념관을 세우고, 시게트 연대기를 제작했다.
아나 블란디아나는 사회주의정부 시절에 전국의 학교를 돌며 청소년들에게 자유에 대한 희망과 민족에 대한 사랑을 심어주고, 전 세계에 발표된 글을 통하여 사회주의 정부의 탄압을 알리고 그와 같은 일이 반복되지 않도록 애쓴 루마니아의 진정한 영웅이다.